# Natalie Goldberg
Natalie Goldberg (nascida em 1948) é uma popular autora de escrita criativa norte-americana, pintora e palestrante. Ela é mais conhecida por uma série de livros que exploram a escrita como uma prática de Zen Budismo. 

## Vida e obra
Goldberg vem estudando o Zen Budismo por mais de 30 anos e foi aluna de Dainin Katagiri Roshi por doze anos. Goldberg atualmente é instrutora de escrita criativa e vive em Santa Fé, Novo México. Seu livro de 1986 "Escrevendo com a alma" (título original em inglês, Writing Down the Bones) é um bestseller com mais de um milhão de cópias vendidas que já foi traduzido em quatorze idiomas, sendo considerada uma obra de referência no ofício da escrita. Seu livro de 2013, The True Secret of Writing, é um seguimento a esse trabalho.

## Livros
Em português
- Escrevendo com a alma ISBN 8578270304

Em inglês
- Chicken and in Love (1979), ISBN 978-0-930100-04-9
- Writing Down the Bones (1986), ISBN 0-87773-375-9
- Wild Mind: Living the Writer's Life (1990)
- Long Quiet Highway: Waking Up in America (1993)
- Banana Rose (1995)
- Living Color: A Writer Paints Her World (1997)
- Thunder and Lightning (2000)
- The Essential Writer's Notebook (2001)
- Top of My Lungs (2002)
- The Great Failure (2004)
- Old Friend From Far Away: The Practice of Writing Memoir (2008), ISBN 978-1-4165-3502-7
- The True Secret of Writing (2013)